# 池田仁
池田 仁（いけだ まさし、1992年9月21日 - ）は、東京都出身の日本の元俳優・タレント。

## 出演

### テレビドラマ

#### 連続ドラマ
- みにくいアヒルの子（1996年4月 - 6月、フジテレビ）和雄の弟役
- 恋の片道切符（1997年10月 - 12月、日本テレビ）江角マキコの息子役
- 先生知らないの?（1998年4月 - 6月、日本テレビ）小澤俊也役
- 板橋マダムス（1998年10月 - 12月、フジテレビ）国立ユウ役
- バースデイ〜こちら椿産婦人科〜（1999年、テレビ東京）椿豊作役
- フードファイト（2000年7月 - 9月、日本テレビ）つくし園・園児役
- 恋を何年休んでますか（2001年10月 - 12月、TBS）小西健太役
- クニミツの政（2003年7月 - 9月、フジテレビ）御手洗大役
- ミニモニ。でブレーメンの音楽隊第一部（2004年1月 - 2月、NHK）栗原レオ役
- 週刊こどもニュース（2004年4月 - 2005年3月、NHK）次男まさし役
- わたしたちの教科書（2007年4月、フジテレビ）2年3組生徒役

#### 単発ドラマ・ゲスト出演
- GOOD LUCK!! 第11話（2003年3月、TBS）乗客の男の子役

### 映画
- 仔犬ダンの物語（2002年、東映）ひとし役